# Istituto nazionale della previdenza sociale

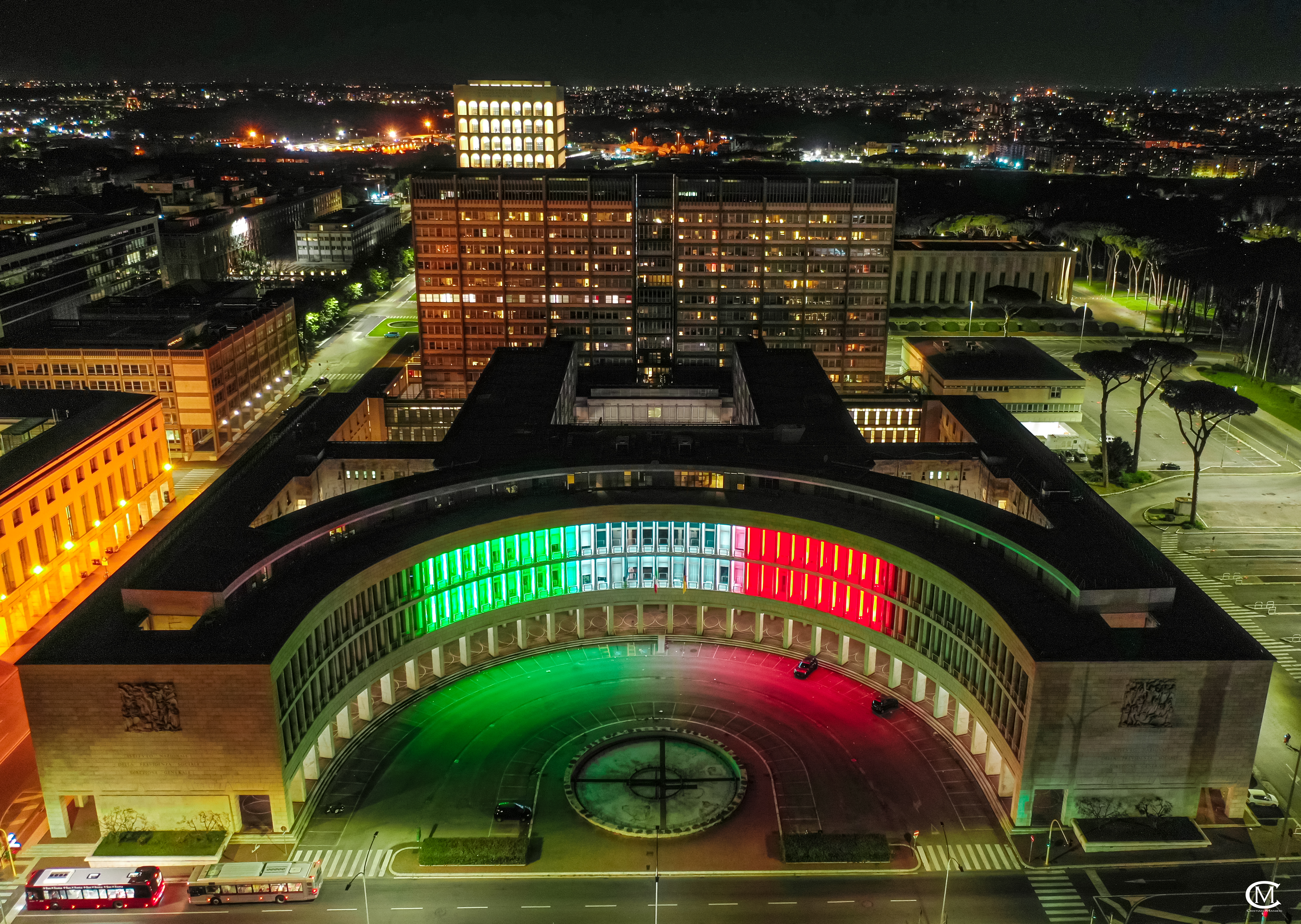
Palazzo INPS, sede della direzione generale.

L'Istituto nazionale della previdenza sociale (acronimo INPS), è il principale ente previdenziale del sistema pensionistico pubblico italiano, al quale devono essere iscritti tutti i lavoratori dipendenti pubblici o privati e quei lavoratori autonomi, per i quali non sia prevista una propria cassa previdenziale autonoma. L'INPS è sottoposto alla vigilanza del Ministero del lavoro e delle politiche sociali.
Il primo sistema di garanzie pensionistiche, destinato ai soli impiegati pubblici e ai militari, risale al 1895, del quarto governo Crispi. Esso fu esteso, dai governi Pelloux I ed Orlando, ad altre categorie lavorative, ma l'obbligatorietà dell'adesione fu sancita solo dal governo Mussolini nel 1923.

## Storia

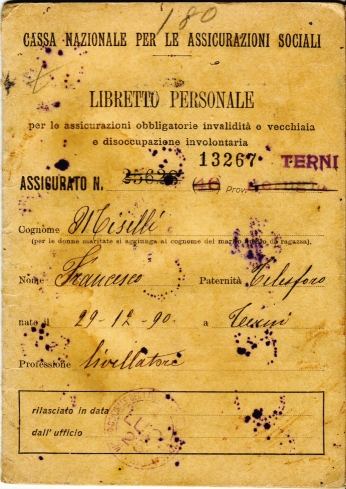
Libretto delle assicurazioni sociali, 1921

La previdenza sociale italiana nacque alla fine del 1800. Nel 1898, dopo un dibattito pluridecennale, si introdussero le prime pensioni di invalidità e di vecchiaia. La legge costituì la Cassa nazionale di previdenza per l’invalidità e la vecchiaia. L’iscrizione era volontaria ed aperta a chiunque praticasse un impiego manuale regolare. I diritti di pensione sarebbero maturati a 60 anni dopo 25 anni di contribuzione; la pensione era determinata su base contributiva. Lo stato finanziava una contribuzione complementare.
Nel 1919 l'assicurazione di vecchiaia divenne obbligatoria tramite il decreto-legge del 21 aprile 1919, n. 603, presentato alla Camera il 28 novembre 1918; il decreto fu emanato il 21 aprile 1919, ma attese che la Camera dei Deputati lo convertisse in Legge; il 5 febbraio 1920, infatti, fu ripresentato dal ministro Dante Ferraris e il 25 giugno successivo  
Il Decreto fu quindi convertito in Legge col Regio decreto 30 dicembre 1923, n. 3184 durante il governo Mussolini che rese il provvedimento operativo. Esso ridenominò la cassa in Cassa nazionale per le assicurazioni sociali. Con il regio decreto 7 dicembre 1924, n. 2270 fu, pertanto, approvato il regolamento che disciplinava l'assicurazione obbligatoria contro la disoccupazione involontaria. Il regio decreto [legge 27 marzo 1933, n. 371], trasformò poi la Cassa Nazionale in Istituto nazionale fascista della previdenza sociale (INFPS) come Ente di Diritto Pubblico dotato di personalità giuridica e a gestione autonoma, con lo scopo precipuo di garantire la previdenza. Successivi interventi legislativi ampliarono in modo significativo i compiti dell'Istituto, al quale già nel 1939 fu attribuita la gestione dei primi interventi a sostegno del reddito (assicurazione contro la disoccupazione, assegni familiari, integrazioni salariali per i lavoratori sospesi o ad orario ridotto). Primo presidente fu Giuseppe Bottai a cui successe nel 1935 Bruno Biagi della Cassa medesima (legge 30 maggio 1907, n. 376). Nel 1943 con l'articolo 3 del Regio Decreto Legge 2 agosto 1943 n.704 la denominazione diviene quella di Istituto nazionale della previdenza sociale.
Negli anni Sessanta la "Commissione senatoriale d’inchiesta sull’attività e sul funzionamento dell’Istituto nazionale della previdenza sociale (...) mise in evidenza la complessa realtà dell’Istituto, esaminandone l’aspetto storico, le attività, la tipologia delle prestazioni erogate, come pure la gestione finanziaria e patrimoniale, che presentavano una serie di criticità che si erano andate aggravando nel corso degli anni e che, con il «caso Aliotta», si erano palesate in tutta la loro gravità. Tale scandalo, punta di iceberg della cattiva gestione dell’Inps, costituì l’impulso ad affrontare i noti problemi dell’Istituto". La relazione conclusiva della Commissione parlamentare di inchiesta sottolineava il problema della concentrazione di poteri nella carica del Presidente dell'Istituto, problema che generava personalismi e sollevava ulteriori questioni in termini politici: «La logica conseguenza di questa situazione è rappresentata non soltanto da un nocivo clima di personalismi che si riverbera su tutto l’andamento della gestione, come dimostrano, ad esempio, il caso del consigliere Vincenzo Aliotta in ordine all’attribuzione di incarichi di particolare fiducia e gli investimenti di San Giovanni Suergiu in ordine alle attività dell’Istituto, ma anche soprattutto dal pericolo di una politicizzazione dell’ente, a tutto discapito dell’imparzialità e correttezza amministrativa. È evidente che la concentrazione di pressoché tutti i poteri in mano ad una unica persona, nel clima di autonomia proprio di un ente parastatale e in assenza di controlli validi ed efficienti, poteva consentire con grande facilità il verificarsi di pressioni politiche esterne».
A seguito di numerose riforme previdenziali nel corso di più di settanta anni dalla fondazione, l'INPS oggi opera secondo due modelli previdenziali: dal lato delle entrate e della gestione finanziaria, secondo il modello previdenziale universale, dal lato delle uscite, attraverso una moltitudine di gestioni (ad esempio lavoratori dipendenti, artigiani, commercianti ecc.).
Nel 1968 nasce la pensione sociale e la Cassa Integrazione Guadagni Straordinaria (CIGS).
Nel 1980 fu affidato all'INPS anche il compito, in precedenza assolto dall'ex INAM, di riscuotere i contributi di malattia e corrispondere ai lavoratori dipendenti la relativa indennità.

Il logo dell'INPS dal 21 novembre 1989 al 3 febbraio 2023.

Nel 1989 entra in vigore la legge 9 marzo 1989, n. 88 di ristrutturazione dell'INPS che introduce i criteri di economicità e separa finanziariamente, l'assistenza dalla previdenza. Dagli anni '90 una serie di istituti previdenziali di categoria, dei dirigenti e di alcuni ordini professionali, sono confluiti nell'INPS, con accollo su quest'ultimo dei relativi debiti e risparmi sui costi amministrativi, derivanti da una gestione pensionistica in capo ad un unico ente.
Dal 1992 le riforme previdenziali sono state orientate a contenere la bolla previdenziale causate dalle generose riforme previdenziali degli anni '70 a partire dalle baby pensioni, dalle pensioni di anzianità fino alle pensioni gonfiate.
L'attività principale è quella di garantire il servizio pubblico consistente nelle prestazioni previdenziali contemplate nell'art. 38 della Costituzione e definite dalle specifiche leggi speciali relative alle assicurazioni sociali obbligatorie gestite. Nel 1995 è stata introdotta la gestione separata, obbligatoria per i lavoratori autonomi e parasubordinati.
La gestione finanziaria dei vari fondi è quella del sistema pensionistico senza copertura patrimoniale del debito pensionistico latente associato a uno schema pensionistico con formula delle rendite predefinita per la determinazione delle prestazioni previdenziali, che contempla da parte dello Stato un costante monitoraggio della spesa pensionistica e a ricorrenti riforme previdenziali, al fine di garantire la sostenibilità fiscale dei sistemi pensionistici obbligatori.
Significa che la gestione finanziaria non avviene nel rispetto del principio della capitalizzazione integrale, e anzi che il patrimonio di previdenza è inesistente.
Rientra quindi nei sistemi pensionistici pubblici che la Banca Mondiale chiama previdenza di primo pilastro (un sistema obbligatorio pubblico finanziato con le tasse con gestione pubblica) dove l'indice di patrimonializzazione è nullo.

## Descrizione

### Amministrazione
Dal 1º febbraio 2014 la carica di presidente dell'INPS è stata assunta da Vittorio Conti in qualità di commissario a seguito delle dimissioni di Antonio Mastrapasqua. 
Dal 1º ottobre 2014 la carica di presidente dell'INPS è stata assunta da Tiziano Treu in qualità di commissario straordinario.
Il 24 dicembre 2014 il Presidente del Consiglio Matteo Renzi ha annunciato la nomina dell'economista Tito Boeri come nuovo presidente dell'INPS. A partire dal 14 marzo 2019, su nomina del Governo Conte I, Pasquale Tridico diventa presidente dell'INPS. Il 15 giugno 2023 in seguito commissariamento dell'Istituto da parte del Governo Meloni viene nominata Micaela Gelera come commissario straordinario. A norma dall’art. 1 della legge 3 luglio 2023 n.87, il 18 aprile 2024 si sono insediati il nuovo Presidente (nominato dal Consiglio dei Ministri), Gabriele Fava, ed il nuovo Consiglio d’Amministrazione, composto da quattro membri: Micaela Gelera, Marialuisa Gnecchi, Antonio Di Matteo e Fabio Vitale.

### Sistema di finanziamento
L'INPS paga le pensioni e le altre prestazioni previdenziali con le imposte che derivano, per circa il 70% dai contributi obbligatori per le assicurazioni obbligatorie mediante l'applicazione di aliquote di scopo chiamate aliquota contributiva pensionistica di finanziamento (l'Agenzia delle Entrate classifica l'INPS tra gli enti impositori al pari di comuni, regioni ecc.) e, per il restante 30%, mediante trasferimenti da parte dello Stato direttamente dalla fiscalità generale, che va a finanziare le attività di assistenza sociale. Il sistema pensionistico italiano è anche detto "a ripartizione", o anche "pay-as-you-go".
Le pensioni erogate dall'INPS vengono quindi pagate con le imposte; ne discende che la spesa pensionistica, che rappresenta il 16% del PIL ed il 40% della spesa corrente primaria sia computata nel bilancio dello Stato nel conto economico consolidato delle amministrazioni pubbliche.
Il decreto legge 6 dicembre 2011, n. 201 detto "Salva Italia" che contiene anche la riforma delle pensioni Fornero, ha disposto la incorporazione dell'INPDAP e dell'ENPALS, trasferendo all'INPS le relative funzioni portando gli iscritti ai vari fondi gestiti dall'INPS al 95% dei lavoratori italiani, confermando il percorso iniziato con la riforma Dini di transizione dal modello previdenziale corporativo al modello previdenziale universale.

## Attività
L'ente si occupa principalmente di previdenza, ma svolge anche di altre attività, in massima parte collegate all'esercizio delle sue funzioni fondamentali. Tra le attività “complementari” si possono annoverare:
- le visite mediche per l'accertamento dell'invalidità e dell'inabilità, nonché quelle per l'accesso alle cure termali, attraverso convenzioni con le strutture sul territorio;
- la gestione della banca dati relativa al calcolo dell'ISEE (indicatore della situazione economica equivalente), che consente la fruizione di alcune prestazioni sociali agevolate;
- le attività necessarie al prelievo dei contributi, tra le quali l'iscrizione delle imprese, l'apertura del conto assicurativo dei lavoratori dipendenti e autonomi, la denuncia del rapporto di lavoro domestico, il rilascio dell'estratto conto assicurativo e certificativo;
- l'iscrizione delle attività commerciali che si svolgano presso un pubblico esercizio nella gestione speciale dei commercianti entro trenta giorni all'inizio delle attività relative (ciò è necessario per poter usufruire delle prestazioni sanitarie e previdenziali).

### Amministrazione e gestione previdenziale

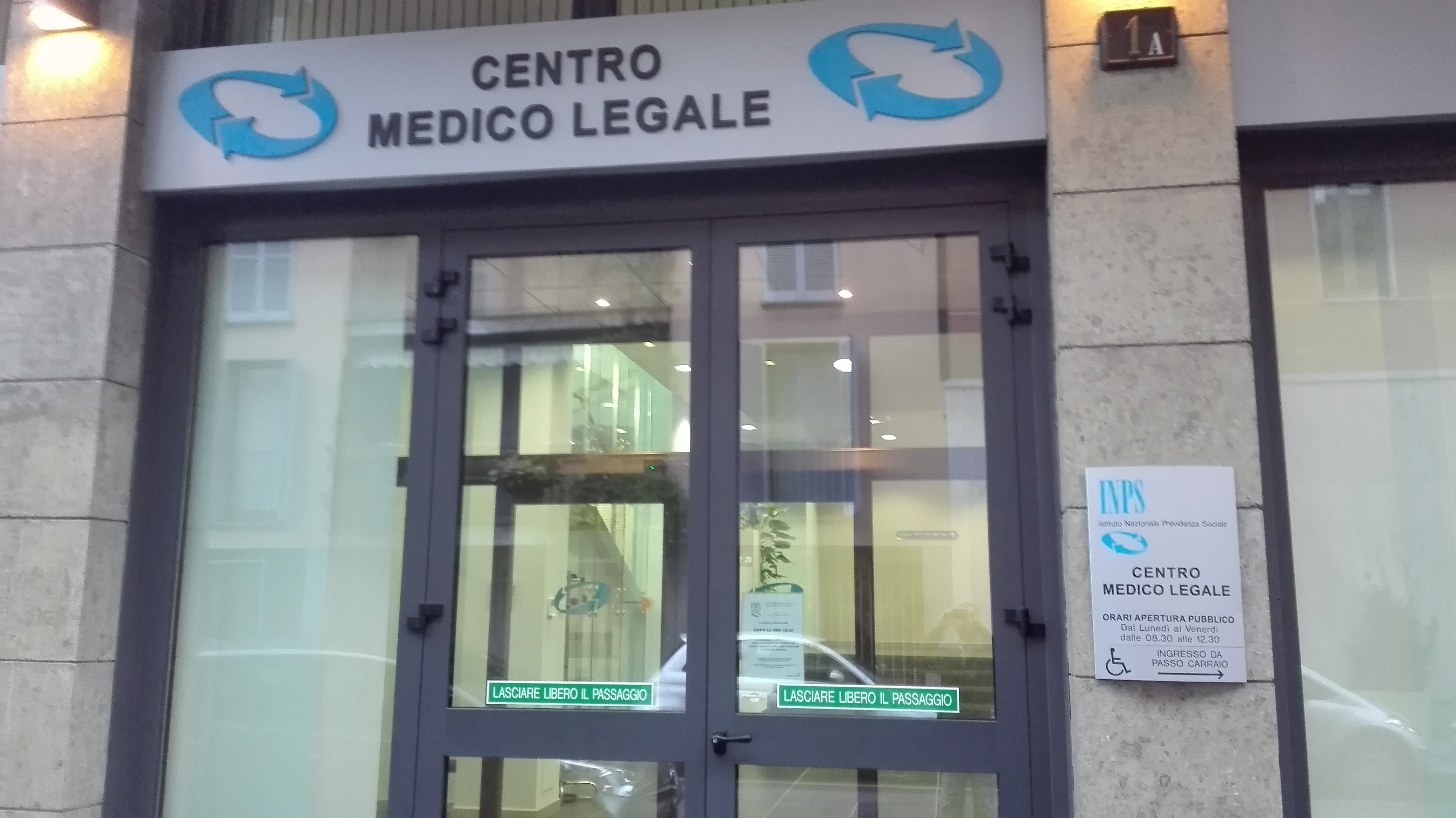
Centro Medico Legale INPS

L'attività previdenziale consiste nella gestione dei contributi previdenziali, versati dalla quasi totalità dei lavoratori dipendenti del settore privato e da una gran parte dei lavoratori autonomi, e nella erogazione delle pensioni e delle altre prestazioni previdenziali agli aventi diritto.

#### Gestione contributiva
Come già accennato, per finanziare le prestazioni pensionistiche e le altre prestazioni a sostegno del reddito, l'Istituto svolge l'attività di gestione delle Entrate contributive, consistente nella verifica e riscossione dei contributi versati dai datori di lavoro privati e dai lavoratori autonomi. Per quanto riguarda le aziende con dipendenti, la contribuzione dovuta è determinata applicando, sulla retribuzione mensile spettante al lavoratore (imponibile contributivo) un'aliquota composta da una base fissa (l'IVS, l’assicurazione per l’invalidità, la vecchiaia e i superstiti, attestata al 33% dal 1° gennaio 2007, di cui il 9,19% è a carico del lavoratore) e da una serie di ulteriori piccole aliquote necessarie per finanziare le prestazioni non pensionistiche (disoccupazione, cassa integrazione, malattia, maternità e paternità, assegni familiari, Trattamento di fine rapporto). Invece per i lavoratori autonomi (artigiani, commercianti) è previsto il versamento diretto da parte di essi consistente in un importo fisso annuale, suddiviso in quattro rate trimestrali (c.d. minimale, calcolato su un reddito annuo minimo stabilito per legge) e da un ulteriore importo legato al reddito dichiarato annualmente, per la parte eccedente il citato minimale, sul quale si applica un'aliquota anch'essa stabilita di anno in anno (es. per l'anno 2025 vedi circolare INPS 7 febbraio 2025, n. 38). Per approfondimenti vedi Assicurazioni sociali obbligatorie.
L'Inps gestisce inoltre la riscossione dei contributi dovuti dai lavoratori agricoli (a partire dal 1° luglio 1995, in seguito alla legge 335/1995), dei lavoratori domestici, dei professionisti senza cassa e dei lavoratori parasubordinati (c.d. Gestione separata INPS). Da ultimo, con l'assorbimento dell'INPDAP e dell'ENPALS, dal 1° gennaio 2012 l'Inps gestisce anche la contribuzione dei lavoratori del pubblico impiego e di quelli occupati in attività sportive e dello spettacolo. 

#### Gestione pensionistica
Le prestazioni previdenziali traggono il loro fondamento da un rapporto assicurativo obbligatorio, e sono quindi finanziate con i contributi dei lavoratori dipendenti, calcolati in misura percentuale sulla retribuzione. In particolare, l'INPS si occupa della liquidazione delle seguenti pensioni:
- pensione di vecchiaia;
- pensione di anzianità;
- pensione di reversibilità;
- pensione di invalidità;
- pensione di inabilità;
- pensione supplementare di vecchiaia;
- pensione in convenzione internazionale per il lavoro svolto all'estero.

### Gestione delle prestazioni a sostegno del reddito

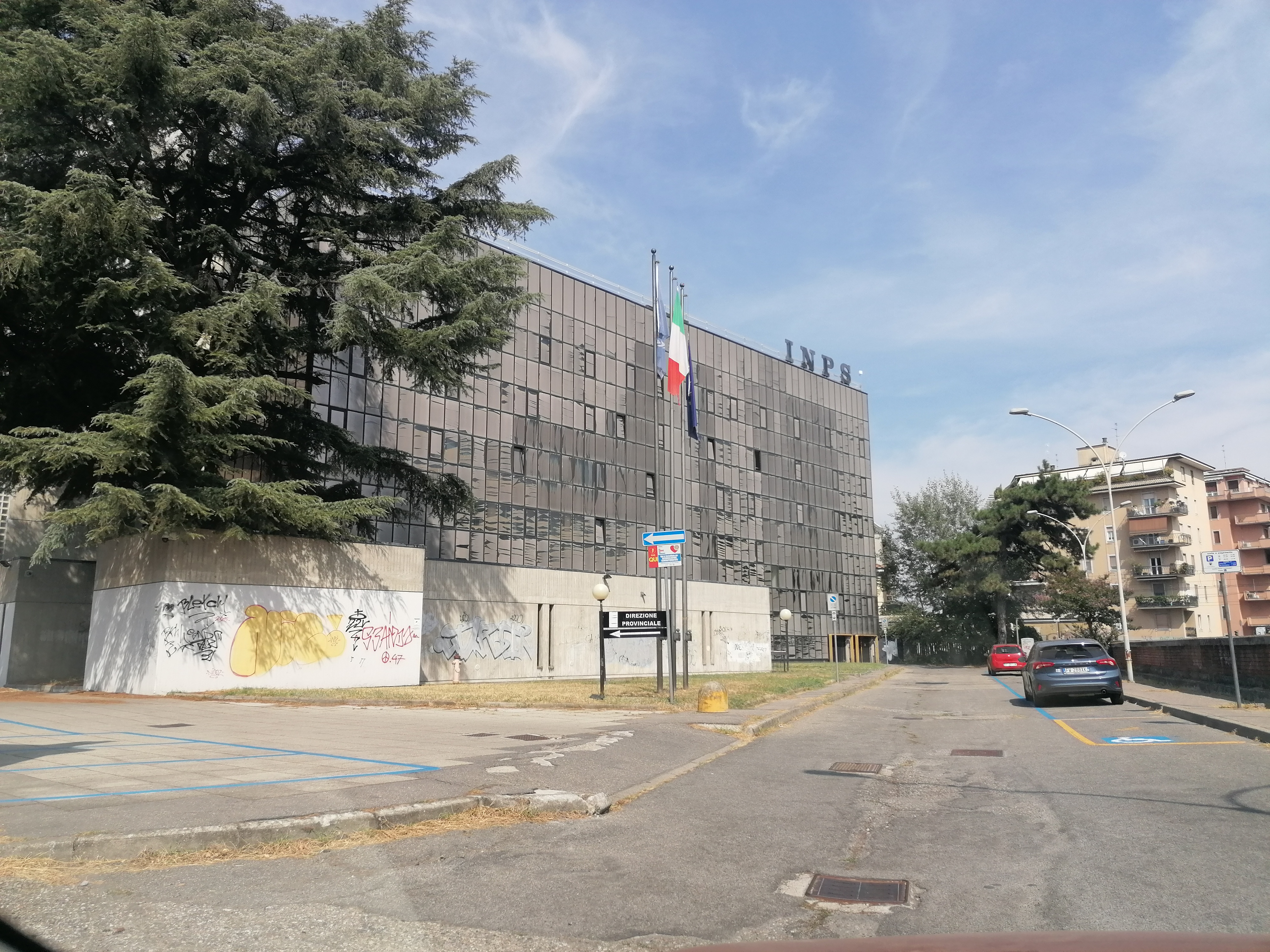
Sede INPS di Lodi

Accanto alle pensioni, l'Istituto si occupa anche di corrispondere tutte le prestazioni a sostegno del reddito, fra le quali:
- indennità di disoccupazione
- indennità di malattia
- indennità di maternità
- assegno al nucleo familiare
- interventi della cassa integrazione guadagni ordinaria e straordinaria
- interventi del fondo di garanzia TFR
- interventi per la TBC
- interventi per le cure balneo-termali
- interventi per la mobilità
- interventi per la disoccupazione agricola
- interventi per legge 2 maggio 1990, n. 104
- pagamento delle prestazioni assistenziali erogate dal comune (assegno dopo terzo figlio)
- dichiarazione ISEE
- gestione delle visite mediche di controllo ai lavoratori privati
- Reddito di cittadinanza
- gestione delle autorizzazioni per il diritto agli assegni al nucleo familiare

### Assistenziale
Le pensioni “assistenziali” (invalidità civile, integrazione delle pensioni al trattamento minimo, assegno sociale) si configurano invece come interventi dello stato sociale, e sono quindi gestite dall'Istituto al di fuori di un rapporto assicurativo, e vengono finanziate per la maggior parte tramite finanziamenti dello Stato stesso all'INPS. 

### Ispettiva
L'attività di vigilanza dell'INPS è diretta a controllare l'esatto versamento dei contributi in riferimento alle previsioni di legge, nonché il rispetto della norme relative alla sicurezza sul lavoro e altri obblighi circa la tutela del lavoro subordinato in generale.
Già prevista dall'art. 3 del decreto legge 12 settembre 1983, n. 463 convertito con modificazioni dalla legge 11 novembre 1983, n. 638, è stata oggetto di apposita regolamentazione interna da parte dell'INPS stessa, che ha valorizzato l'attività di vigilanza, valorizzando, per le individuazioni delle aree a rischio, anche l'importanza dei controlli incrociati. Lo scopo è quello di intraprendere attività di contrasto dell'evasione contributiva, dell'impiego irregolare di manodopera (cosiddetto lavoro nero), nonché dell'indebita percezione di prestazioni previdenziali. Quest'ultima ha portato significativi risultati, permettendo di fermare numerose truffe di vasta portata a danno delle finanze pubbliche e dei contribuenti.
Ogni anno viene predisposto dall'INPS un piano operativo tendente alla lotta al lavoro nero e al controllo sistematico della correntezza (regolare versamento) e correttezza (nella fruizione dei benefici) contributiva da parte dei diversi soggetti tenuti al versamento dei contributi. Tale piano presuppone un'attenta analisi del territorio sia per individuare le aree di intervento e la tipologia delle aziende a più alto rischio di evasione, sia per definire i settori merceologici da prendere in considerazione ai fini ispettivi. Sono stati di recente introdotti alcuni elementi innovativi nella predisposizione di tale piano operativo, attinenti propriamente al processo di pianificazione, al fine di incrementare nel tempo l'efficacia dell'azione ispettiva svolta dall'Istituto.
Il nuovo processo di programmazione del Piano di vigilanza, che tiene conto dei più elevati coefficienti di risultato registrati negli anni precedenti, prevede una forte interazione con le Sedi regionali, che possono proporre specifiche ipotesi di azione ispettiva di propria competenza, sulla base delle peculiarità del territorio di riferimento. Il programma così definito sarà poi articolato in linee operative per le Sedi provinciali con fissazione di tempi e modalità, perché gli interventi siano rapportati al numero di ispettori disponibili. Il conseguimento degli obiettivi di vigilanza programmati viene periodicamente monitorato al fine di garantirne la realizzazione.
In base al DPCM 23 febbraio 2016 i funzionari dei servizi ispettivi godono dello stato di ufficiali di polizia giudiziaria; inoltre il ruolo relativo a tale categoria è stato ripristinato ai sensi del decreto legge 2 marzo 2024, n. 19 - convertito in legge 29 aprile 2024, n. 56 poiché originariamente posto ad esaurimento dal predetto DPCM.
L'INPS, spesso, svolge la sua attività ispettiva, oltre che autonomamente, anche congiuntamente agli ispettorati del lavoro  nonché col Comando carabinieri per la tutela del lavoro oltre che con l'INAIL, col Servizio per la prevenzione e la sicurezza negli ambienti di lavoro delle ASL e la Guardia di finanza, per sviluppare azioni sinergiche, come prevede la legislazione in vigore.

## Pubblicazioni
L'INPS pubblica la rivista trimestrale Informazione previdenziale, curata dall'avvocatura dell'Istituto e dedicata alle problematiche del diritto del lavoro e della previdenza sociale.

## Analisi giuridica
L'INPS, quale ente pubblico, non dichiara profitti e si fonda su un patto di solidarietà fra generazioni. La finalità solidaristica e l'assenza di lucro non lo configurano come impresa.
Il fatto che la previdenza sociale sia gestita da un ente pubblico statale è imposto direttamente dalla Costituzione italiana, la quale, al comma 4 dell'art. 38, stabilisce espressamente che la realizzazione della tutela previdenziale dei lavoratori debba avvenire con organi predisposti dallo Stato. Ciò significa che la realizzazione della tutela previdenziale per i lavoratori, secondo la Costituzione italiana, rappresenta un fine fondamentale dello Stato stesso.
Questa organizzazione della previdenza sociale basata su enti pubblici, oltre a corrispondere al modello adottato dalla totalità degli altri paesi europei, è perfettamente conforme con i principi del diritto comunitario. 
Infatti, la Corte di Giustizia Europea ha affermato che un monopolio legale della previdenza affidato ad enti pubblici non rappresenta affatto un abuso di posizione dominante e quindi non è contestabile davanti alle autorità antitrust ai sensi dell'articolo 86 del Trattato UE. I documenti dell'Unione Europea affermano il diritto all'assistenza e sicurezza sociale in caso di vecchiaia, senza specificare come nella Costituzione italiana se questo diritto debba essere assicurato direttamente dallo Stato oppure da soggetti diritto privato (Carta di Nizza, art. 34). Il diritto alla sicurezza sociale in caso di vecchiaia non ha una disciplina specifica e dedicata, ma è unito alla protezione in casi quali la maternità, la malattia, gli infortuni sul lavoro, la dipendenza. Conseguentemente, la privatizzazione dell'assistenza previdenziale, eventualmente affidata a soggetti con fine di lucro (es. imprese assicurative), è pure essa compatibile con il diritto comunitario, così come l'integrazione di INPS e INAIL con l'affidamento ad un unico soggetto dei compiti di assistenza e di previdenza sociale.

## Dati finanziari

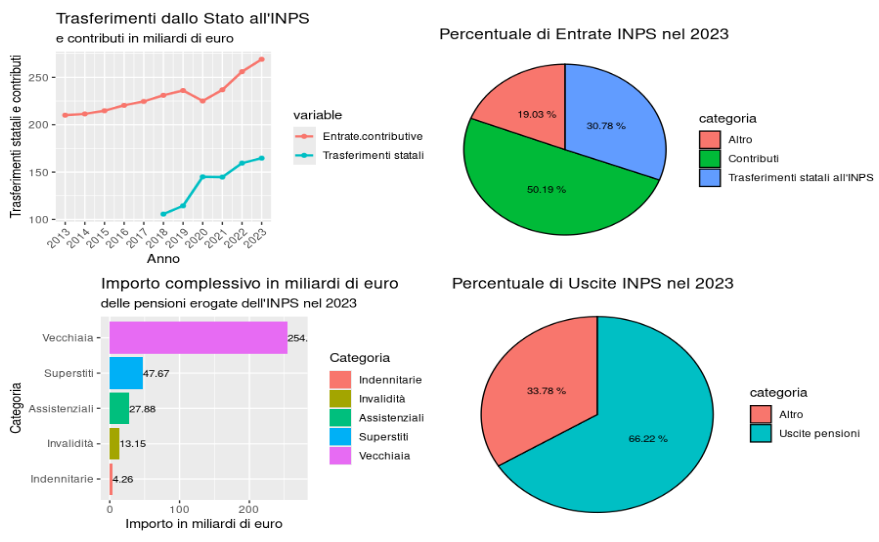
Fonte: [https://www.kaggle.com/code/gianlab/pensioni-e-bilancio-inps-e-statale Kaggle

### Bilancio 2011
INPS ha erogato 14,8 milioni di pensioni previdenziali (vecchiaia/anzianità, invalidità/inabilità e pensioni ai superstiti) per 170,51 miliardi di euro e 3,56 milioni di pensioni assistenziali (indennità civili e relativo accompagnamento ecc.) per 25,31 miliardi di euro.
Ciò ha portato la spesa pensionistica a un totale di 195,82 miliardi di euro e 18,36 milioni di beneficiari, ovvero un terzo della popolazione residente in Italia.
La pensione previdenziale media era mediamente pari a 859 euro/mese, il trattamento pensionistico assistenziale ammontava mediamente a 399 euro/mese.
La spesa occorsa per garantire gli interventi di Cassa integrazione guadagni ordinaria è stata pari a 796 milioni di euro, 498 milioni erogati per la contribuzione figurativa (ove previsto dalla legge, garantisce la piena copertura previdenziale ai fini della maturazione dei requisiti previsti per il trattamento pensionistico in caso di sospensione e interruzione del rapporto di lavoro).
La Cassa integrazione guadagni straordinaria ha richiesto 1,31 miliardi di euro e la relativa contribuzione figurativa 1,05 miliardi.
La CIGS in deroga è stata finanziata con 678 milioni di euro e 677 milioni per la contribuzione figurativa.
Relativamente alle indennità per la mobilità erogate, sono stati effettuati interventi per 1,40 miliardi più 1,04 miliardi per la contribuzione figurativa e hanno mediamente coinvolto quasi 149000 lavoratori.
Le indennità per la disoccupazione invece sono state finanziate con 6,5 miliardi che hanno mediamente coinvolto 494.335 lavoratori non agricoli.
2,80 miliardi le risorse impiegate per il trattamento economico di maternità (400 279 donne interessate), per i permessi di allattamento e i congedi parentali.
Il valore degli assegni familiari erogati ammonta a 5,39 miliardi di euro, 1,97 miliardi la spesa relativa ai trattamenti di malattia per i lavoratori, 207 milioni i versamenti relativi alla Carta acquisti.
INPS si finanzia principalmente attraverso le entrate contributive per una somma di 151,06 miliardi, trasferimenti statali per 84,32 miliardi e partite di giro per 40 miliardi, per un totale di 287,58 miliardi di euro di entrate a fronte di costi per 286,75 miliardi. Ha avuto un avanzo di amministrazione di 831 milioni di euro e ha un patrimonio netto di 40,1 miliardi di euro.
- Fonte: Bilancio INPS al 31.12.2011
- Fonte: Bilancio INPS al 31.12.2011

### Bilancio di previsione 2014
Ad ottobre 2014, secondo l'ultima variazione del bilancio di previsione, si sarebbero avuti 402 miliardi di euro di accertamenti a fronte di 410,3 miliardi di euro di impegni, con un disavanzo previsto in 8,3 miliardi di euro.

### Bilancio di previsione 2015
A dicembre, secondo l'ultima variazione del bilancio di previsione, si sarebbero avuti 415,12 miliardi di euro di accertamenti a fronte di 415,567 miliardi di euro di impegni, con un disavanzo previsto in 0,447 miliardi di euro.

## Denominazione nelle lingue minoritarie d'Italia
Nelle regioni italiane che beneficiano di un regime di bilinguismo, la denominazione INPS è stata resa:
- in Valle d'Aosta, bilingue italiano/francese, Institut national de la prévoyance sociale (INPS)
- nella provincia autonoma di Bolzano, bilingue italiano/tedesco, Nationalinstitut für Soziale Fürsorge (NISF)

### Leggi
- Legge 8 agosto 1995, n. 335, in materia di "Riforma del sistema pensionistico obbligatorio e complementare."
- Regio decreto-legge 14 aprile 1939, n. 636 (in Gazz. Uff., 3 maggio, n. 105). -- Modificazioni delle disposizioni sulle assicurazioni obbligatorie per l'invalidità e la vecchiaia, per la tubercolosi e per la disoccupazione involontaria., su diritto.it. URL consultato il 26 aprile 2014 (archiviato dall'url originale il 14 luglio 2014).
- Regio decreto-legge 14 aprile 1939, n. 636 (in Gazz. Uff., 3 maggio, n. 105). -- Modificazioni delle disposizioni sulle assicurazioni obbligatorie per l'invalidità e la vecchiaia, per la tubercolosi e per la disoccupazione involontaria., su superabile.it. URL consultato il 26 aprile 2014.
- Regio Decreto - Legge 4 ottobre 1935, n. 1827 (PDF), su superabile.it. URL consultato il 26 aprile 2014 (archiviato dall'url originale il 27 aprile 2014).
- Artt. 45-70 della Legge 17 maggio 1999, n. 144 - Misure in materia di investimenti, delega al Governo per il riordino degli incentivi all'occupazione e della normativa che disciplina l'INAIL, nonché disposizioni per il riordino degli enti previdenziali.

### Bilanci di previsione
- Bilancio di previsione 2014 (PDF), su inps.it.

### Rapporti annuali
- Rapporto annuale 2013, su inps.it. URL consultato il 2 maggio 2019 (archiviato dall'url originale il 4 marzo 2016).
- Rapporto annuale 2012 (PDF), su inps.it.

### Controllo della Corte dei Conti
- Controllo sull'esercizio finanziario 2012 (PDF), su corteconti.it. URL consultato il 5 dicembre 2013 (archiviato dall'url originale il 22 aprile 2014).

### Bilanci sociali
- Bilancio sociale 2012 (PDF), su inps.it.

### Monografie
- Ferrera, M, Fargion, V. e Jessoula, M., Alle radici del welfare all'italiana: origini e futuro di un modello sociale squilibrato (PDF), collana Collana storica della Banca d’Italia. Saggi e ricerche., Marsilio, Venezia, 2012, ISBN 978-88-317-1430-3.
- Mario Intorcia, L’ordinamento pensionistico (PDF), su inps.it. URL consultato il 23 luglio 2014.
- Quine, M., Italy's social revolution: Charity and welfare from liberalism to fascism, Springer, 2002, ISBN 978-1-349-39410-4.

### Articoli di stampa
- Da dove partire per la riforma del welfare, in LaVoce.info. URL consultato il 3 ottobre 2014.
- Marzio Bartoloni, Tiziano Treu scelto dal Governo per guidare l’Inps, in Il Sole 24 Ore. URL consultato il 1º ottobre 2014.